# 额济纳站
额济纳站，位于中华人民共和国內蒙古自治区阿拉善盟额济纳旗，是临哈铁路上的火车站，建于2006年，由呼和浩特局集团临策铁路基础部管辖。

## 車站周邊
- 京新高速公路

## 歷史
- 建于2006年。